# روبية سيشلية
الروبية السيشلية هي العملة الرسمية لجزر السيشيل. تنقسم إلى 100 سنت. في اللغة الكريولية السيشيلية المحلية تسمى (سيسيلوا)، ويطلق عليها أيضا اسم روبية (roupi). رمز العملة الدولي هو (SCR) يستخدم الاختصار (SR) و(SRe) أحيانًا. من حيث عدد السكان، تعتبر سيشيل أصغر دولة لديها سياسة نقدية مستقلة.

## تاريخ العملة
استخدم الجنيه الاسترليني منذ العام 1810 وتم استبداله بروبية موريشيوس التي تم تداولها عام 1877، ظهرت روبية سيشل عام 1914 وكانت قيمتها تعادل قيمة روبية موريشيوس، في عام 1939 ظهرت العملات المعدنية للمرة الأولى.

## إصدارات العملة

### مستعمرة بريطانية
أذن المجلس التشريعي البريطاني بتأسيس مجلس مفوضي العملة من خلال مرسوم العملة الورقية لعام 1914، والذي تم سنه من قبل سي آر إم أوبراين الذي حاكم مستعمرة جزر السيشيل، وأصدرت الحكومة إصدارات طارئة من الأوراق النقدية بقيمة 50 سنتًا و 1 و 5 و 10 روبية.
بدأ إصدار أوراق نقدية بقيمة 50 سنتًا وروبية واحدة في عام 1918، تليها 5 و 10 و 50 روبية في عام 1928. وتم التخلص تدريجيًا من فئة 50 سنت وفئة روبية واحدة لصالح العملات المعدنية عام 1951. في عام 1968، تم تقديم الأوراق النقدية فئة 20 و 100 روبية لأول مرة في حين استبدالت الأوراق النقدية فئة 5 روبية بعملة معدنية في عام 1972.
| 1968-1975 إصدار "إليزابيث الثانية" | 1968-1975 إصدار "إليزابيث الثانية"           |
| فئة                                | وجه العملة                                   |
| ---------------------------------- | -------------------------------------------- |
| 5 روبية                            | ببغاء سيشيل الأسود / الملكة إليزابيث الثانية |
| 10 روبية                           | السلحفاة / الملكة إليزابيث الثانية           |
| 20 روبية                           | الخرشنة الملتفة / الملكة إليزابيث الثانية    |
| 50 روبية                           | شونر / الملكة إليزابيث الثانية               |
| 100 روبية                          | السلاحف / الملكة إليزابيث الثانية            |

### جمهورية مستقلة
في عام 1976، تولت سلطة النقد في سيشيل إصدار النقود الورقية، وأصدرت سندات بقيمة 10 و 25 و 50 و 100 روبية. عرضت هذه السلسلة الرئيس الأول لسيشيل جيمس مانشام واستبدلت جميع الملاحظات الاستعمارية الصادرة قبل الاستقلال.
في عام 1989، تم تقديم سلسلة جديدة بميزات أمان أفضل.
في عام 1998، تم تقديم سلسلة أخرى ذات تقنية عالية بتصميم عملي ومريح أكثر. وشهدت هذه السلسلة لاحقًا ورقة نقدية إضافية بقيمة 500 روبية تم تقديمها لأول مرة في عام 2005.
في 7 يونيو 2011 ، أصدر بنك سيشيل المركزي أوراق نقدية محدثة بقيمة 50 و 100 و 500 روبية مع ميزات أمان محسن.
في ديسمبر2016، أصدر البنك المركزي في سيشيل سلسلة جديدة من الأوراق النقدية للاحتفال بمرور 40 عامًا على استقلال جمهورية السيشل.

## سعر الصرف FJD الحالي
| من Yahoo! Finance: | AUD CAD CHF EUR GBP HKD JPY USD |
| من XE.com:         | AUD CAD CHF EUR GBP HKD JPY USD |
| من Investing.com:  | AUD CAD CHF EUR GBP HKD JPY USD |
| منOANDA.com:       | AUD CAD CHF EUR GBP HKD JPY USD |

## طالع كذلك
- اقتصاد سيشل.
- بنك سيشيل المركزي.
- روبية.